# Sies Uilkema
Sies Uilkema (26 maart 1958), was  een kortebaanschaatser in de zeventiger en tachtiger jaren van de 20e eeuw. 
Bij het NK Sprint won hij een gouden en twee zilveren medailles. Hij trainde een tijd onder coach Gauke Nijholt. Uilkema was ook actief bij het voetbal en het skûtsjesilen in Langweer. In 2010 verloor hij zijn neusbeen door een ongeluk bij het ijszeilen.

## Uitslagen
| Jaar | Plaats | Kampioenschap |
| ---- | ------ | ------------- |
| 1977 | 2      | NK Sprint     |
| 1978 | DNS2   | NK Sprint     |
| 1978 | 13     | WK Sprint     |
| 1979 | 7      | NK Sprint     |
| 1980 | 5      | NK Sprint     |
| 1981 | 2      | NK Sprint     |
| 1982 | 6      | NK Sprint     |
| 1983 | 1      | NK Sprint     |
| 1983 | 13     | WK Sprint     |
| 1985 | DQ2    | NK Sprint     |